# Antônio Vicente da Fontoura Xavier
Antônio Vicente da Fontoura Xavier GCC (Cachoeira do Sul, 7 de junho de 1856 — Lisboa, 1922) foi um jornalista, tradutor, poeta e diplomata brasileiro. Sua poesia é parnasiana, e foi fortemente influenciada pela obra de Charles Baudelaire.

## Biografia
Filho de Gaspar Xavier e Clarinda da Fontoura, fez seu curso primário em Cachoeira e o secundário no Rio de Janeiro. Entre 1876 e 1877 cursou a faculdade de Direito em São Paulo, mas não chegou a concluí-la. Entre os anos de 1874 e 1891, aproximadamente, colaborou nos periódicos Besouro, Gazeta de Notícias, Repórter e Revista Ilustrada, do Rio de Janeiro.
Traduziu poemas de Edgar Allan Poe, Baudelaire, Jean Moréas, Sully Prudhomme e Shakespeare. Foi um dos fundadores, em 1880, do jornal Gazetinha, com Artur de Azevedo e Aníbal Falcão. Foi redator do jornal carioca A Semana, em 1883, e colaborou na revista Atlântida (1915-1920). O seu nome também consta da lista de colaboradores da Revista de turismo, iniciada em 1916, e do jornal literário Álbum do Domingo. Em 1884, publicou o livro de poesia Opalas. Em 1887 lançou, no Rio de Janeiro, o panfleto em versos O Régio Saltimbanco, contra a monarquia.
Entre 1885 e 1922 serviu como diplomata nos Estados Unidos da América, Cuba, México, Suíça, Argentina, Guatemala, Inglaterra (durante toda Primeira Guerra Mundial), Espanha e Portugal.
É patrono de uma das cadeiras da Academia Rio-Grandense de Letras.
A 2 de Agosto de 1919 foi agraciado com a Grã-Cruz da Ordem de Cristo de Portugal.